# Longare
Longare est une commune de la province de Vicence dans le Vénétie en Italie.

## Personnalités
- Gelindo Bordin (1959-), champion olympique et d'Europe du marathon.

## Administration
| Période                                  | Période | Identité | Étiquette | Qualité |
| ---------------------------------------- | ------- | -------- | --------- | ------- |
|                                          |         |          |           |         |
| Les données manquantes sont à compléter. |         |          |           |         |

### Hameaux
Bugano, Costozza, Lumignano, Secula

### Communes limitrophes
Arcugnano, Castegnero, Grumolo delle Abbadesse, Montegalda, Montegaldella, Torri di Quartesolo, Vicence